# Sergey Gavrilovich Simonov

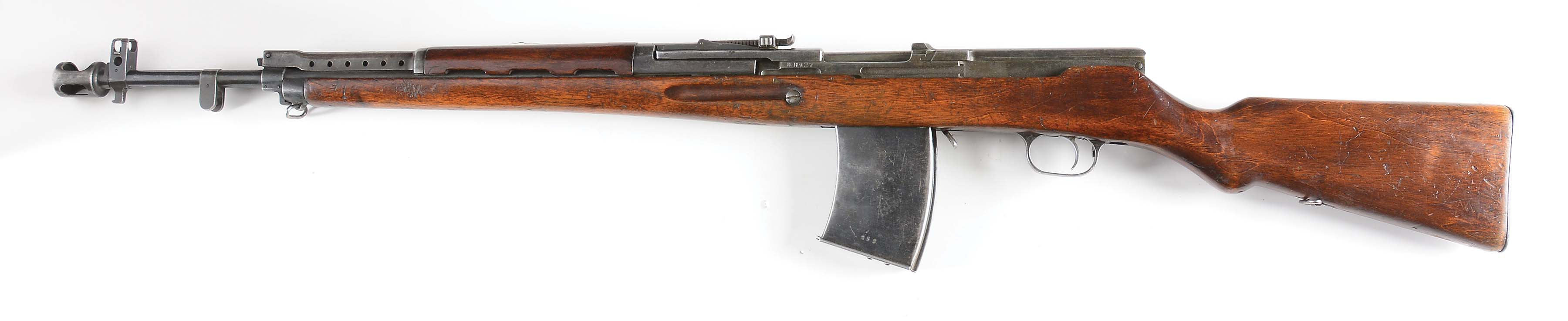
Súng trường tiến công tự động AVS-36 do Simonov thiết kế

Sergei Gavrilovich Simonov (tiếng Nga: Сергей Гаврилович Симонов; 9 tháng 4 năm 1894 - 6 tháng 5 năm 1986) là một nhà thiết kế vũ khí lừng danh người Nga. Ông được coi là một trong những người cha của súng trường tấn công hiện đại với khẩu AVS-36
Người ta nhớ đến ông khi ông là cha đẻ của khẩu CKC, viết tắt của cụm từ 'Samozaryadnyi karabin sistemi Simonova' (tiếng Nga: Самозарядный карабин системы Симонова) năm 1945 (Súng Simonov Carbine bản 1945), hoặc SKS carbine. Ông cũng đi tiên phong trong cuộc tấn công và lĩnh vực súng trường bán tự động trong những năm 1920 và 1930, chủ yếu dưới sự giám sát của Vladimir Fyodorov (cha đẻ khẩu Súng trường tự động Fyodorov lừng danh trong chiến tranh thế giới thứ 1) và Fedor Tokarev (cha đẻ của khẩu Maxim-Tokarev, khẩu TT-33 và khẩu SVT-40). Công việc sáng chế súng trường tự động nạp đạn bằng trích khí đầu tiên còn trước cả ông John C Garand - bố đẻ của khẩu M1 Garand (năm 1933) và David Marshall William - bố đẻ của cơ chế trích khí ở khẩu M1 Carbine
Ông sinh ngày 9 tháng 4 năm 1894 tại làng Fedotovo, Simonov bắt đầu làm việc tại một xưởng đúc sau khi ông học xong tiểu học (Thời đó, tiểu học ở Nga được tính đến hết lớp 7). Vào cuối Thế chiến I, sau khi hoàn thành khóa học kỹ thuật cơ bản, ông bắt đầu tham gia chế tạo một khẩu súng trường tự động tiên phong cùng với Vladimir Grigoryevich Fyodorov, khẩu Federov Avtomat. Sau Cách mạng Nga, Simonov tiếp tục học ở Học viện Bách khoa Moscow. Ông tốt nghiệp năm 1924 để làm việc tại công ty khổng lồ Tula Arms Plant của Liên Xô. Đến năm 1926, ông đã trở thành một thanh tra kiểm soát chất lượng tại nhà máy Tula. Đến năm 1927, ông đã được thăng chức lên thành người đứng đầu Phòng Thiết kế và Phát triển Liên Xô nơi ông làm việc trực tiếp dưới Fyodorov. Súng trường Simonov AVS-36, trong đó đưa vào hoạt động trong năm 1930 sẽ thấy dịch vụ ở phần đầu của Thế chiến II, lên đến khoảng 1940 hoặc lâu hơn nơi nó được thay thế bởi những thiết kế bán tự động khác.
Trong Thế chiến II, Simonov đã thiết kế một số loại súng của riêng mình; một khẩu súng tiểu liên không được đưa vào sản xuất và súng trường chống tăng tự nạp, PTRS bắn loại đạn cỡ lớn 14,5 × 114mm, tiếp tục tạo thành cơ sở - ở dạng thu nhỏ - của SKS. Một khẩu súng trường bán tự động trước đó, AVS-36, đã bị cản trở về việc khó chế tạo và sử dụng loại đạn mạnh mẽ 7.62 × 54mmR, đạt tiêu chuẩn tại súng trường Nga. Thật không may, như đã được chứng minh với Fedor Tokarev 's SVT-40, loại đạn 7,62 × 54mmR đã gây bất lợi cho chức năng của súng, sự đáng tin cậy của súng trường bán tự động. Thiết kế đã được chứng minh với đạn 14,5 × 114mm của súng trường chống xe tăng PTRS-41. SKS có thể coi là một phiên bản đã được thu nhỏ để bắn loại đạn 7.62 ×39mm M43 cùng loại với súng trường tiến công AK-47 và súng máy hạng nhẹ Degtyryov RPD. Sức mạnh không cần thiết.
Đến năm 1943, những tiến bộ trong suy nghĩ - và dữ liệu được xác nhận cho thấy các cuộc giao chiến diễn ra trong khoảng từ 100 mét đến 300 mét - dẫn đến việc áp dụng một vòng ngắn hơn, ít mạnh hơn, loại đạn 7.62 x39mm M43 (còn được gọi là "7.62 Xô Viết" hoặc "7.62 ngắn" "Để phân biệt nó với một số viên đạn khác ở cỡ nòng 7.62 mm). Các thử nghiệm thực địa của súng trường mới đã chứng minh vũ khí này và, vào năm 1944, một cuộc chạy tiền sản xuất của SKS đã đến Cuộc tấn công của Belorussian để thử nghiệm chiến trường. Sau một số điều chỉnh, nó đã chính thức được thông qua và được chỉ định là 7.62 Samozaryadnyi Karabin Sistemy Simonova Obrazets 1945 g. (dịch, "7.62 Hệ thống Carbine tự nạp mô hình Simonov năm 1945") hoặc SKS-45,

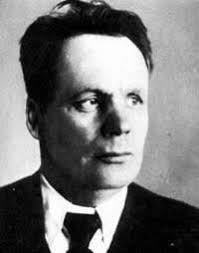
Sergey Gavrilovich Simonov

Simonov và các sáng chế của ông: trong đó có súng trường chống tăng PTRS-41 và súng carbine SKS

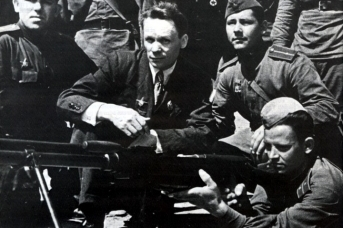
Simonov trong một cuộc thử nghiệm súng trường chống tăng PTRS-41 bắn đạn 14,5 x115mm do chính ông chế tạo năm 1941

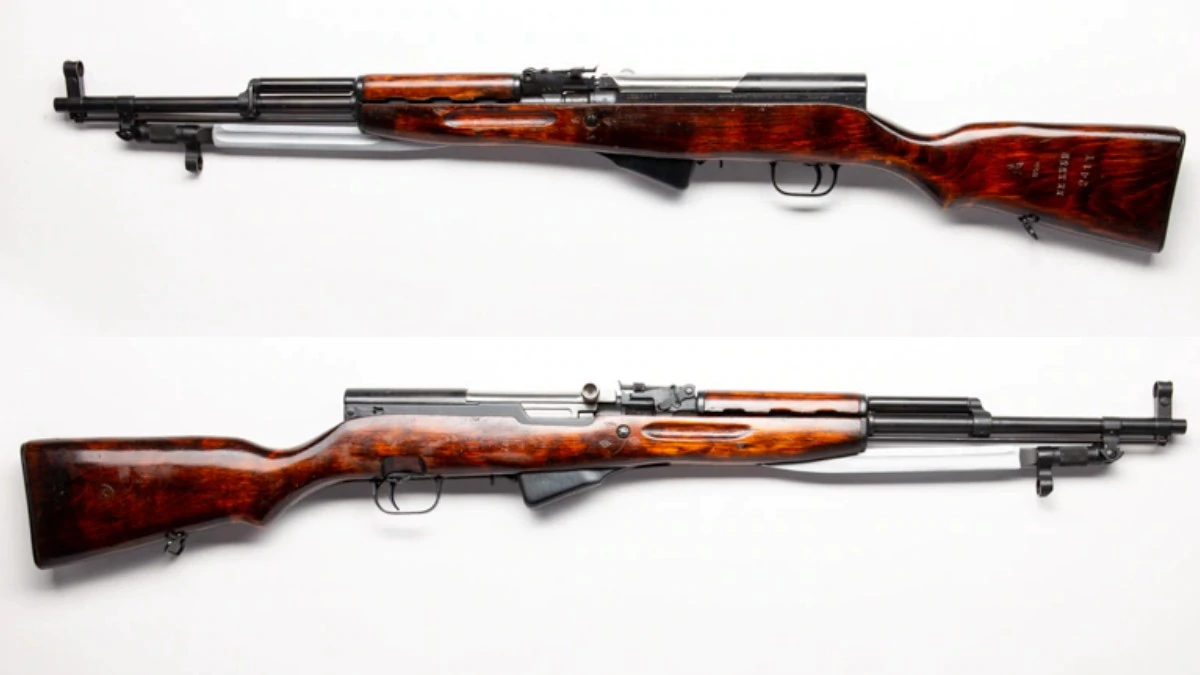
Súng trường CKC bắn loại đạn 7.62 x39mm M43 cùng với AK-47 do Simonov chế tạo, súng được đưa và thử nghiệm ở mặt trận phía Tây giai đoạn cuối CTTG 2

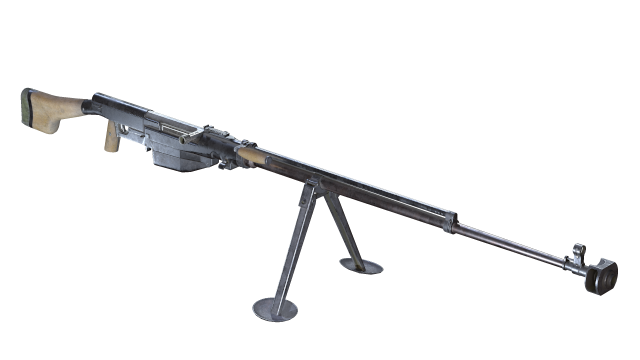
Súng trường chống tăng PTRS-41 bắn loại đạn 14,5 x115mm cùng cỡ và ra đời năm 1941 cùng thời điểm với súng trường chống tăng PTRD-41, súng có hộp đạn 5 viên và chế độ bắn bán tự động

## Kĩ sư Liên Xô lừng danh từng thiết kễ nhiều mẫu súng nổi tiếng.
SÚNG TRƯỜNG THIỆN XẠ SKS (CKC Carbine) (Dùng đạn 7.62 x39mm M43)
СКС (viết tắt của "Самозарядный Карабинсистемы Симонова" trong tiếng Nga, nghĩa là Súng trường nạp đạn tự động cơ cấu Simonov), hay còn được gọi là SKS là loại súng trường bán tự động bắn đạn cỡ 7,62x39 mm (chung cỡ đạn với súng AK-47 và RPD). СКС được ông thiết kế và được đưa vào thử nghiệm ở mặt trận phía Tây trong giai đoạn cuối của Chiến tranh thế giới thứ hai (năm 1945). Sau này, súng được sử dụng rộng rãi trong Chiến tranh Triều Tiên và Chiến tranh Việt Nam. Hiện nay, súng СКС vẫn được sử dụng trong quân đội nhiều nước khác nhau trên thế giới. Tại Việt Nam, súng bắt đầu được Liên Xô và Trung Quốc viện trợ từ năm 1960 và hiện nay vẫn được trang bị cho các đội dân quân tự vệ địa phương & các đội danh dự của Quân đội nhân dân Việt Nam. Súng sử dụng kẹp đạn chứa 10 viên (các phiên bản SKS hiện nay đều dùng hộp tiếp đạn loại 10 viên, 30 viên (SKS dùng chung đạn 7.62x39mm M43 với AK-47 nên hộp đạn AK có thể dùng cho SKS)). Nó cũng được sử dụng như một vũ khí trong các các đội danh dự, diễn tập, huấn luyện quân sự, hay được trang bị cho dân quân tự vệ của Quân đội nhân dân Việt Nam. Sau này quân đội Nga đã cải tiến SKS thành loại sử dụng chất liệu nhựa composite bền hơn, thay vì sử dụng gỗ và SKS có thể gắn kính ngắm quang học có độ phóng đại 8 lần, chân chống chữ V, dành cho lính bắn tỉa.
(Thiết kế của SKS được ông áp dụng từ súng trường chống tăng PTRS-41 cũng do chính ông thiết kế trước đó và được sử dụng rộng rãi bởi Hồng Quân Liên Xô)
SÚNG TRƯỜNG TỰ ĐỘNG AVS-36 (Dùng đạn 7.62 x54mmR)
AVS-36 (từ Avtomaticheskaya V intovka S imonova 1936 ( Nga: Автоматическая винтовка Симонова образца 1936 года (АВС-36)) là một súng trường tự động của Liên Xô trong những năm đầu của thế chiến II. Đây là cây súng dành cho bộ binh có khả năng bắn được 2 chế độ gồm bắn tự động và bắn đơn. Súng được Simonov chế tạo năm 1935 và được đưa vào sử dụng trong nghĩa vụ quân sự, với tốc độ bắn nhanh và hộp đạn cơ bản 15 viên, bắn loại đạn 7,62 x54mmR mạnh mẽ, nhưng do cơ cấu và chế tạo quá phức tạp, quân đội Liên Xô đã đưa AVS-36 ra khỏi biên chế và thay vào đó là súng trường bán tự động Tokarev SVT-40. AVS-36 được quân đội Liên Xô ngừng sản xuất vào năm 1941.
SÚNG TRƯỜNG BÁN TỰ ĐỘNG SVT-40 (DO FEDOR TOKAREV & SIMONOV THIẾT KẾ) (Dùng đạn 7.62 x54mmR)
SVT-40 (Samozaryadnaya Vintovka Tokareva, Obrazets 1940 Goda ' súng trường bán tự động Tokarev kiểu năm 1940'.Tiếng Nga: Самозарядная винтовка Токарева, образец 1940 года, thường có biệt danh là " Sveta ". là một cây súng trường bán tự động của Liên Xô được trang bị cho quân đội sau khi súng trường tự động AVS-36 bị rút khỏi biên chế. SVT-40 được sử dụng rộng rãi bởi Hồng Quân giai đoạn trong và sau Thế chiến II. Nó được dự định là súng trường phục vụ mới của Hồng quân Liên Xô nhưng việc sản xuất cây súng này bị gián đoạn khi Chiến tranh Xô-Đức nổ ra năm 1941. Điều này dẫn đến việc Hồng Quân sử dụng trở lại súng trường lên đạn phát một nổi tiếng Mosin Nagant. Sau Chiến tranh, Liên Xô thông qua việc sử dụng một số loại súng trường mới như AK-47 và SKS.
SÚNG TRƯỜNG CHỐNG TĂNG CỠ NÒNG TRUNG PTRS-41 (Dùng đạn BS-41 14,5 x114mm)
PTRS-41 (ПТРС-41 - ПротивоТанковое Ружье Симонова образет 1941 года - Súng trường chống tăng Simonov kiểu năm 1941) là súng trường chống tăng bán tự động ra đời cùng thời điểm với súng trường chống tăng PTRD-41. Súng được Simonov thiết kế nhằm đảm bảo hỏa lực về việc chống lại xe tăng hạng nhẹ hoặc xe cơ giới của quân Đức trong Thế chiến thứ II. Với cỡ đạn khổng lồ 14,5 x115mm và kẹp đạn 5 viên với chế độ bán tự động, PTRS-41 có hỏa lực vượt trội hoàn toàn so với súng trường chống tăng PTRD-41 chỉ bắn có một viên của kĩ sư Degtyaryov. PTRS-41 được sử dụng bởi Hồng Quân khắp mặt trận phía Đông của Thế chiến, thậm chỉ còn bị quân Đức tịch thu và sử dụng. Tuy nhiên số lượng PTRS-41 được sản xuất không bằng PTRD-41 vì có cấu tạo thực sự phức tạp, và chỉ bắn được đến viên thứ 10-15 là bị kẹt lại, hoàn toàn trái ngược với PTRD-41 với thiết kế đơn giản và dễ sử dụng. Khi giáp xe tăng Đức ngày càng dày qua mỗi thế hệ, PTRS-41 không còn đủ hỏa lực để đương đầu với chúng nữa thì đã cùng PTRD-41 " nghỉ hưu " và được đưa về để hỗ trợ hỏa lực cho bộ binh và là vũ khí chống tăng bổ trợ. Ngoài ra súng còn xuất hiện ở Nội chiến Trung Quốc và Chiến tranh Triều Tiên, được sử dụng bởi nhiều phe tham chiến, đặc biệt là Quân đội Giải phóng Nhân dân Trung Quốc và Quân đội Nhân dân Triều Tiên. Tuy nhiên, PTRS-41 chỉ có thể xuyên giáp xe thiết giáp và xe tăng hạng nhẹ, súng trường chống tăng Liên Xô không thể phá hủy được xe tăng hạng nặng như các loại vũ khí chống tăng khác như Panzerschreck, Panzerfaust của Đức, Bazooka của Mỹ hay PIAT của Anh.